# Il marchait dans la nuit
Pour plus de détails, voir Fiche technique et Distribution.
Il marchait dans la nuit (titre original : He Walked by Night) est un film américain réalisé par Alfred L. Werker et Anthony Mann, sorti en 1948.
Il est traité comme un documentaire, lointainement inspiré d'un fait divers dans lequel l'ancien lieutenant Erwin Walker avait blessé deux policiers en avril 1946 avant d'en tuer un autre.

## Synopsis
En rentrant chez lui de nuit après son service, un policier de Los Angeles remarque un homme devant un magasin de radio et demande à contrôler son identité. L'homme sort un revolver et l'abat avant de rejoindre sa voiture pour prendre la fuite. Le policier parvient encore à lancer sa propre voiture contre la sienne pour l'en empêcher, mais l'homme  s'échappe en courant.
Reeves, un commerçant, reçoit régulièrement Roy, un homme lui proposant des équipements qu'il prétend avoir fabriqués, jusqu'à ce qu'un client lui dise qu'un de ces appareils lui a en réalité été volé. La police tend un guet-apens, mais Roy est particulièrement méfiant et s'en sort.
La police constate que le voleur et assassin prend des précautions très rigoureuses pour lui échapper, qu'il a une formation militaire et connaît les procédures policières, et de plus connaît tous ses mouvements : elle croit pouvoir en déduire qu'elle a affaire à un policier ou ancien policier.
Grâce à Reeves et à d'autres témoins, le LAPD réalise un des premiers portraits-robots. Sa diffusion dans tout Los Angeles permet à un facteur de localiser Roy. Celui-ci s'enfuit au moment d´être arrêté et met à profit le réseau d'égouts d'eaux pluviales de la ville pour s'échapper. Une chasse à l'homme commence...

## Fiche technique
- Titre original : He Walked by Night
- Titre français : Il marchait la nuit
- Réalisation : Alfred L. Werker et Anthony Mann (non crédité au générique)
- Scénario : John C. Higgins, Crane Wilbur
- Direction artistique : Edward L. Ilou
- Décors : Armor Marlowe, Clarence Steensen
- Photographie : John Alton
- Son : Leon Becker, Hugh McDowell Jr.
- Montage : Alfred DeGaetano
- Musique : Leonid Raab
- Production : Robert T. Kane
- Société de production : Eagle-Lion Films
- Pays de production :  États-Unis
- Langue originale : anglais
- Format : noir et blanc — 35 mm — 1,37:1 — son Mono (RCA Sound System)
- Genre : Film noir
- Durée : 79 minutes
- Dates de sortie : 
  - États-Unis : 24 novembre 1948 (première à Los Angeles)
  - France : 5 mai 1950
- Licence : Domaine public

## Distribution
- Richard Basehart : Davis Morgan
- Scott Brady : Marty Brennan
- Roy Roberts : Capitaine Breen
- Whit Bissell : Paul Reeves
- James Cardwell (en) : Chuck Jones
- Jack Webb : Lee
- Robert Bice : l'inspecteur avec Breen
- Reed Hadley : le narrateur
- Chef Bradley dans son propre rôle
- John McGuire (en) : Robert Rawlins
- Lyle Latell : le sergent
- Jack Bailey : le témoin en pyjama
- Michael Dugan : un agent de police
- Garrett Craig : un agent de police

Acteurs non crédités
- James Nolan : le détective Harry
- Rory Mallinson : le collègue d'Harry
- John Parrish : un commerçant-témoin
- Steve Pendleton : un détective

## Récompenses
- 1949 : Prix spécial du jury au Festival international du film de Locarno